# جامار بتلر
جامار بتلر (بالإنجليزية: Jamar Butler)‏ مواليد 27 سبتمبر 1986 في ليما، هو لاعب كرة سلة أمريكي. بدأ مسيرته الاحترافية في سنة 2008. يبلغ طوله 6 قدم 1 بوصة (1.9 م).

## المسيرة الاحترافية
لعب مع يوفي كازيرتا باسكت في الدوري الإيطالي في سنة 2008، ثم لعب مع توركو كونياسبور في الدوري التركي في سنة 2009، ثم لعب مع أولمبيا لاريسا في موسم 2009–2010، ثم لعب مع إيجوكيا في سنة 2010، ثم لعب مع إسبارن بريمرهافن في الدوري الألماني في موسم 2010–2011، ثم لعب مع بيراتاس دي كويبراديلاس في سنة 2012، ثم لعب مع أيه إي كي لارنكا في سنة 2012.

## روابط خارجية
- جامار بتلر على موقع كرة السلة الأوروبية.كوم (الإنجليزية)
- جامار بتلر على موقع كلية كرة السلة في سبورتس رفرنس.كوم (الإنجليزية)
- جامار بتلر على موقع ريلجم (الإنجليزية)
- جامار بتلر على موقع بروبوليرز (الإنجليزية)
- جامار بتلر على موقع سبورتس رفرنس (الإنجليزية)